# توماس ريتشاردسون
توماس ريتشاردسون (بالإنجليزية: Thomas Richardson)‏ (4 يوليو 1865 في المملكة المتحدة - 10 ديسمبر 1923) هو لاعب كريكت بريطاني (وحمل سابقاً جنسية المملكة المتحدة لبريطانيا العظمى وأيرلندا). لعب مع نادي مقاطعة ديربيشاير للكريكت ‏.